# Vicente Miera
Vicente Miera Campos (Nueva Montaña, 1940. május 10. –) válogatott spanyol labdarúgó, hátvéd, edző.

## Pályafutása

### Klubcsapatban
1957 és 1960 között a Rayo Cantabria, 1960–61-ben a Racing Santander, 1961 és 1969 között a Real Madrid, 1969 és 1971 között a Sporting Gijón labdarúgója volt. A Real Madriddal hét spanyol bajnoki címet és egy kupagyőzelmet ért el. Tagja volt az 1965–66-os idényben BEK-győztes és az 1961–62-es idényben BEK-döntős együttesnek.

### A válogatottban
1961-ben egy alkalommal szerepelt a spanyol válogatottban.

### Edzőként
1973–74-ben a Langreo csapatánál kezdte edzői pályafutását. 1974 és 1976 között a Real Oviedo szakmai munkáját irányította. 1976 és 1982 között a Sporting Gijón, közben 1979–80-ban egy idényen át az Espanyol vezetőedzője volt. 1982 és 1986 között a spanyol válogatottnál dolgozott segédedzőként. 1986-ban az Atlético Madrid, 1987 és 1989 között a Real Oviedo, 1989–90-ben a CD Tenerife vezetőedzőjeként tevékenykedett. 1991–92-ben a spanyol válogatott szövetségi kapitánya volt. A válogatottnak három Európa-bajnoki selejtező mérkőzése volt még hátra, mikor kinevezték, de már nem volt esélye a kijutásra a svédországi Európa-bajnokságra. Összesen nyolc mérkőzésen irányította a csapatatot a mérlege négy győzelem és két-két döntetlen illetve vereség volt. Ezt követően 1992 nyarán a spanyol olimpiai csapat szövetségi kapitánya lett a barcelonai olimpián, ahol aranyérmet nyert a csapattal. 1994 és 1996 között a Racing Santander, 1997-ben az Espanyol, majd a Sevilla vezetőedzője volt.

## Sikerei, díjai

### Játékosként
Real Madrid
- Spanyol bajnokság (La Liga)
  - bajnok (7): 1961–62, 1962–63, 1963–64, 1964–65, 1966–67, 1967–68, 1968–69
- Spanyol kupa (Copa del Generalísimo)
  - győztes: 1962
- Bajnokcsapatok Európa-kupája (BEK)
  - győztes: 1965–66
  - döntős: 1961–62

### Edzőként
Spanyolország
- Olimpiai játékok
  - aranyérmes: 1992, Barcelona

## Statisztika

### Mérkőzése a spanyol válogatottban
| Spanyolország | Spanyolország      | Spanyolország            | Spanyolország | Spanyolország | Spanyolország | Spanyolország | Spanyolország | Spanyolország |
| #             | Dátum              | Helyszín                 | Hazai         | Eredmény      | Vendég        | Kiírás        | Gólok         | Esemény       |
| ------------- | ------------------ | ------------------------ | ------------- | ------------- | ------------- | ------------- | ------------- | ------------- |
| 1.            | 1961. december 10. | Colombes, Yves-du-Manoir | Franciaország | 1 – 1         | Spanyolország | barátságos    | -             |               |
|               | Összesen           |                          |               | 1             | mérkőzés      |               | 0             | gól           |

### Mérkőzései a spanyol válogatott szövetségi kapitányaként
| Spanyolország | Spanyolország        | Spanyolország                              | Spanyolország | Spanyolország | Spanyolország    | Spanyolország | Spanyolország | Spanyolország |
| #             | Dátum                | Helyszín                                   | Hazai         | Eredmény      | Vendég           | Kiírás        | Gólok         | Esemény       |
| ------------- | -------------------- | ------------------------------------------ | ------------- | ------------- | ---------------- | ------------- | ------------- | ------------- |
| 1.            | 1991. szeptember 4.  | Oviedo, Estadio Carlos Tartiere            | Spanyolország | 2 – 1         | Uruguay          | barátságos    | -             |               |
| 2.            | 1991. szeptember 25. | Reykjavík, Laugardalsvöllur                | Izland        | 2 – 0         | Spanyolország    | Eb-selejtező  | -             |               |
| 3.            | 1991. október 12.    | Sevilla, Benito Villamarín Stadion         | Spanyolország | 1 – 2         | Franciaország    | Eb-selejtező  | -             |               |
| 4.            | 1991. november 13.   | Sevilla, Estadio Ramón Sánchez-Pizjuán     | Spanyolország | 2 – 1         | Csehszlovákia    | Eb-selejtező  | -             |               |
| 5.            | 1992. január 15.     | Torres Novas, Estádio António Alves Vieira | Portugália    | 0 – 0         | Spanyolország    | barátságos    | -             |               |
| 6.            | 1992. február 19.    | Valencia, Estadio Luís Casanova            | Spanyolország | 1 – 1         | FÁK              | barátságos    | -             |               |
| 7.            | 1992. március 11.    | Valladolid, Estadio José Zorrilla          | Spanyolország | 2 – 0         | Egyesült Államok | barátságos    | -             |               |
| 8.            | 1992. április 22.    | Sevilla, Benito Villamarín Stadion         | Spanyolország | 3 – 0         | Albánia          | vb-selejtező  | -             |               |
|               | Összesen             |                                            |               | –             | mérkőzés         |               | –             | gól           |